# 张广有
张广有（1923年4月—2016年5月17日），北京市大兴县（今大兴区）人。中国人民解放军山西省军区司令员。

## 生平
1939年8月参加革命，1940年2月加入中国共产党。早年参加抗日战争，历任晋察冀军区第五军分区六团副连长、连长，华北解放军三纵九旅副营长、营长，参加石家庄战役、平津战役、太原战役、兰州战役。中华人民共和国成立后，参加抗美援朝战争，历任中国人民解放军第六十九军二十八师参谋长、师长，六十九军参谋长、副军长，后改任雁北军分区第一政委，山西省军区副政委。升任六十九军军长。1983年3月，担任山西省军区司令员、中共山西省委常委。
2016年5月17日，张广有在太原病逝。